# Гриневич Валерій Іванович
Вале́рій Іва́нович Грине́вич — бригадний генерал Збройних сил України, учасник російсько-української війни, Командувач логістики Командування Повітряних Сил Збройних Сил України..

## Кар'єра
У 2017 році був заступником Начальника Центрального управління Повітряних сил ЗСУ.
5 серпня 2022 року Указом Президента України йому присвоєно звання бригадного генерала

## Нагороди
За особисту мужність і героїзм, виявлені у захисті державного суверенітету та територіальної цілісності України, вірність військовій присязі під час бойових дій та при виконанні службових обов'язків, відзначений — нагороджений
- 13 серпня 2015 року — орденом Богдана Хмельницького III ступеня[3].